# Materborn
Materborn is een ortsteil van de Duitse gemeente Kleef. Op 31 december 2015 telde Materborn 10.959 inwoners op een oppervlakte van 18,85 km².
Het dorp ligt op 2 kilometer ten zuidwesten van het centrum van Kleef en heeft na de binnenstad de grootste oppervlakte. Het  ligt dicht bij de Nederlandse grens en grenst direct aan het Reichswald. Ook het Reichswald Forest War Cemetery is gelegen nabij Materborn. SV Siegfried Materborn 1927 e.V. is de lokale voetbalclub.
In Materborn bevindt zich het kasteel Burg Ranzow dat in gebruik is als seniorenresidentie. Het kasteel werd voor het eerst genoemd in 1663. Het park bij het kasteeltje is opengesteld voor wandelaars.
De St. Anna-kapel werd gebouwd in 1480 en wordt aangemerkt als de oudste Annakapel in het bisdom Münster. Ook de nieuwere kerk aan de dorpsstraat is gewijd aan St. Anna. De kerk werd in de Tweede Wereldoorlog beschadigd tijdens de Operatie Veritable en de torenspits ontbreekt nog steeds.
Tussen 1846 en 1860 woonde en werkte de Nederlandse kunstschilder Johannes Tavenraat in Materborn. Hij tekende en schilderde er landschappen en taferelen uit de jacht.

## Afbeeldingen

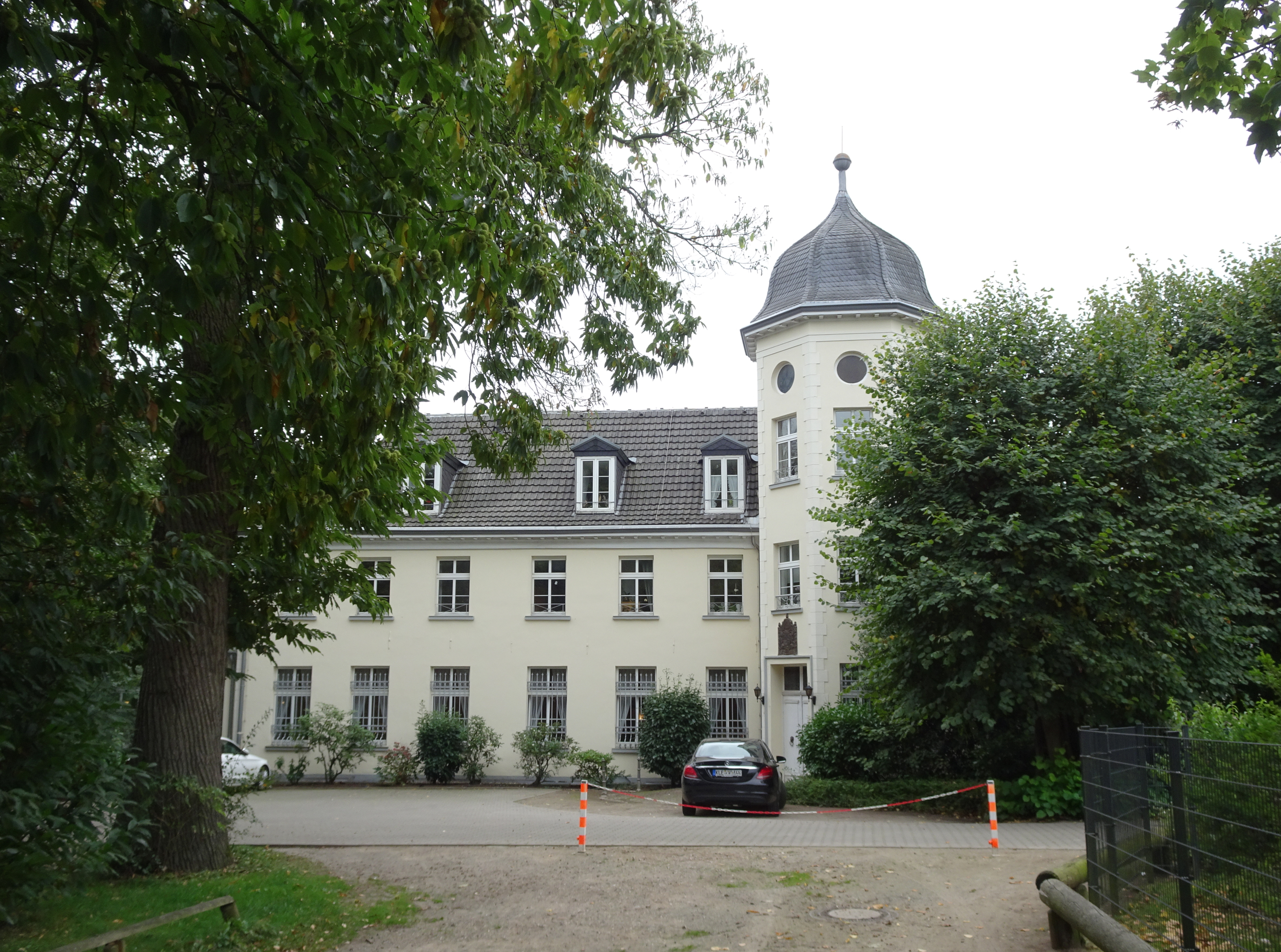
Burg Ranzow
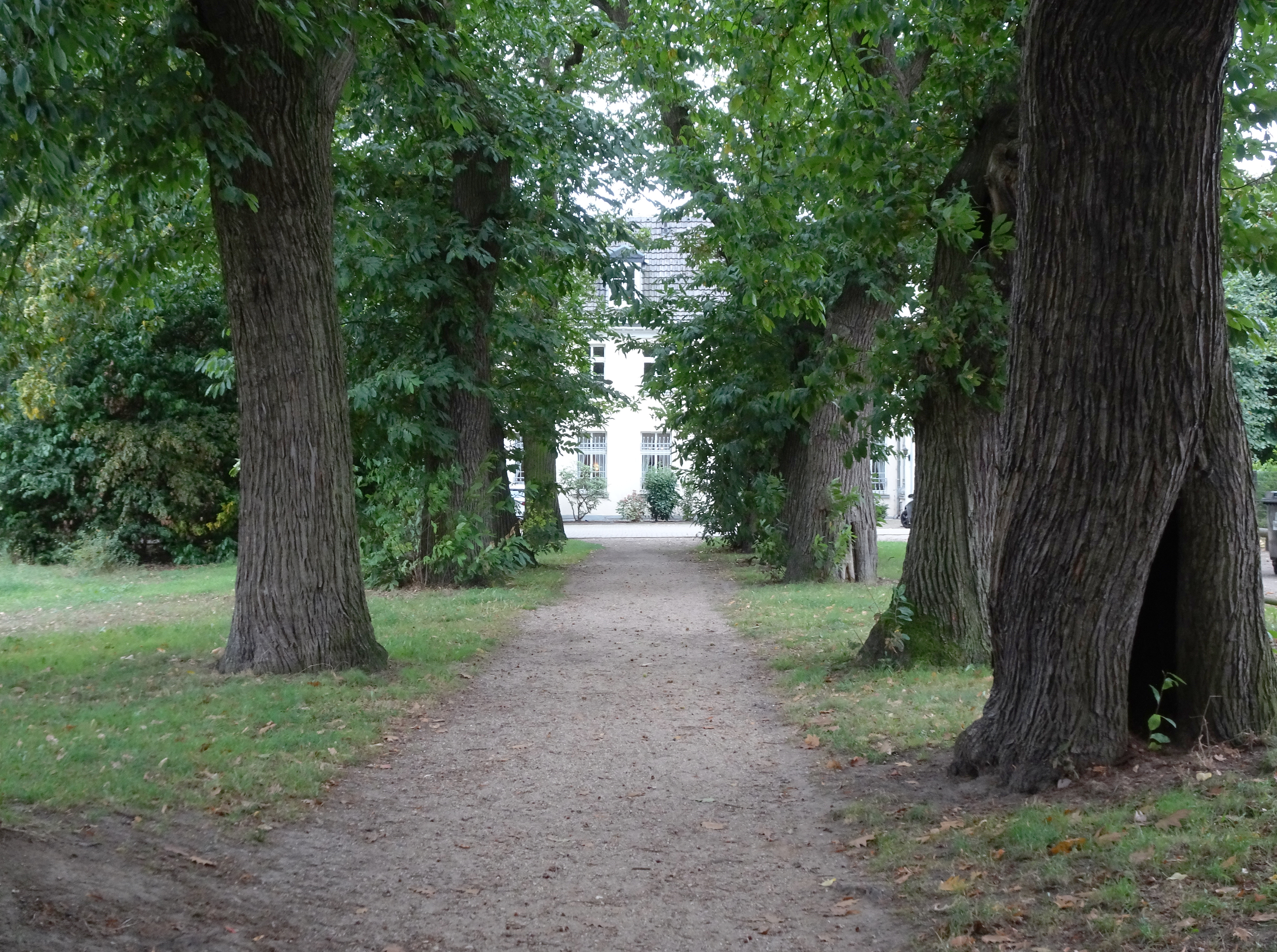
Laan bij het kasteeltje
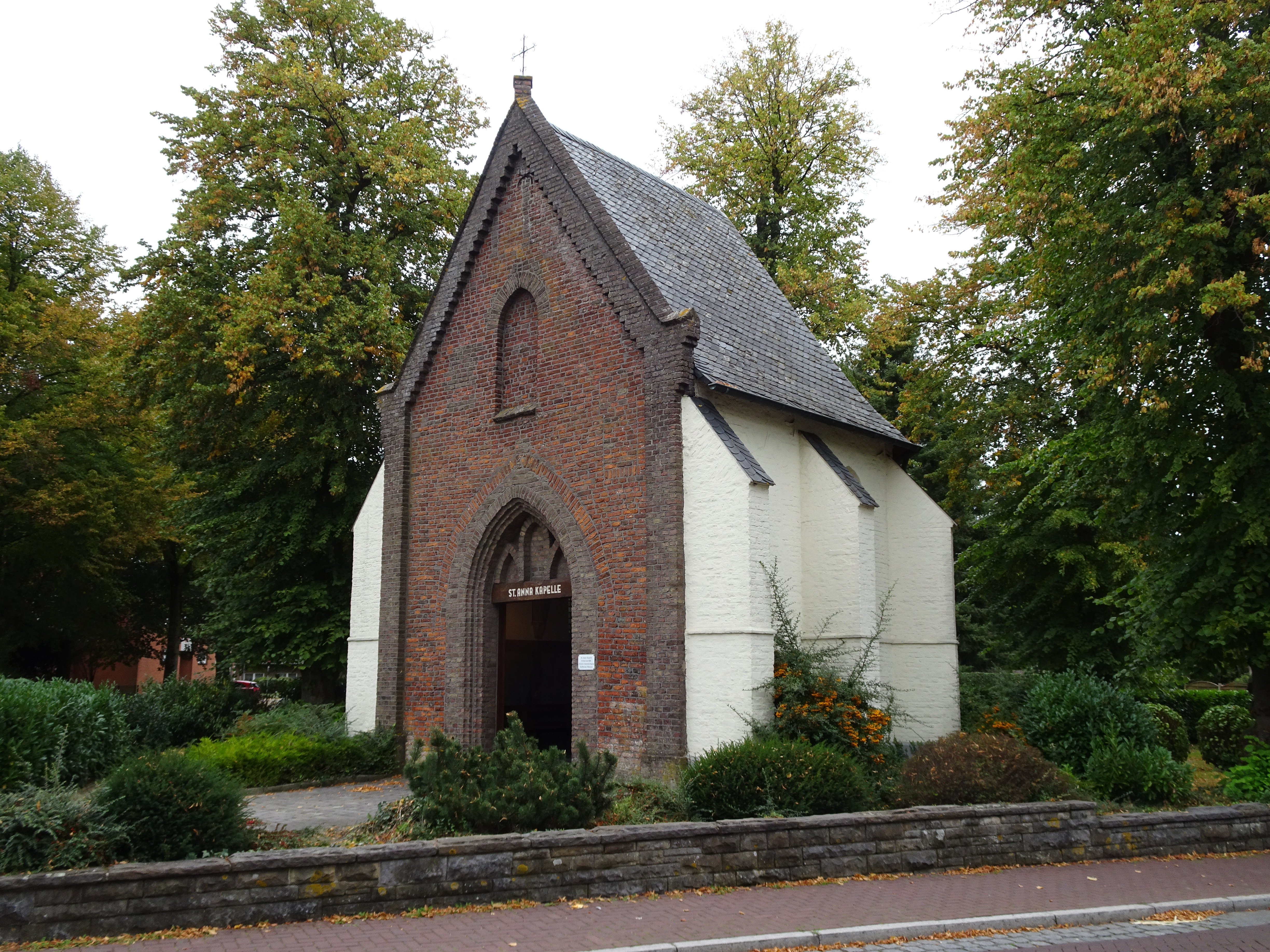
St. Anna-kapel
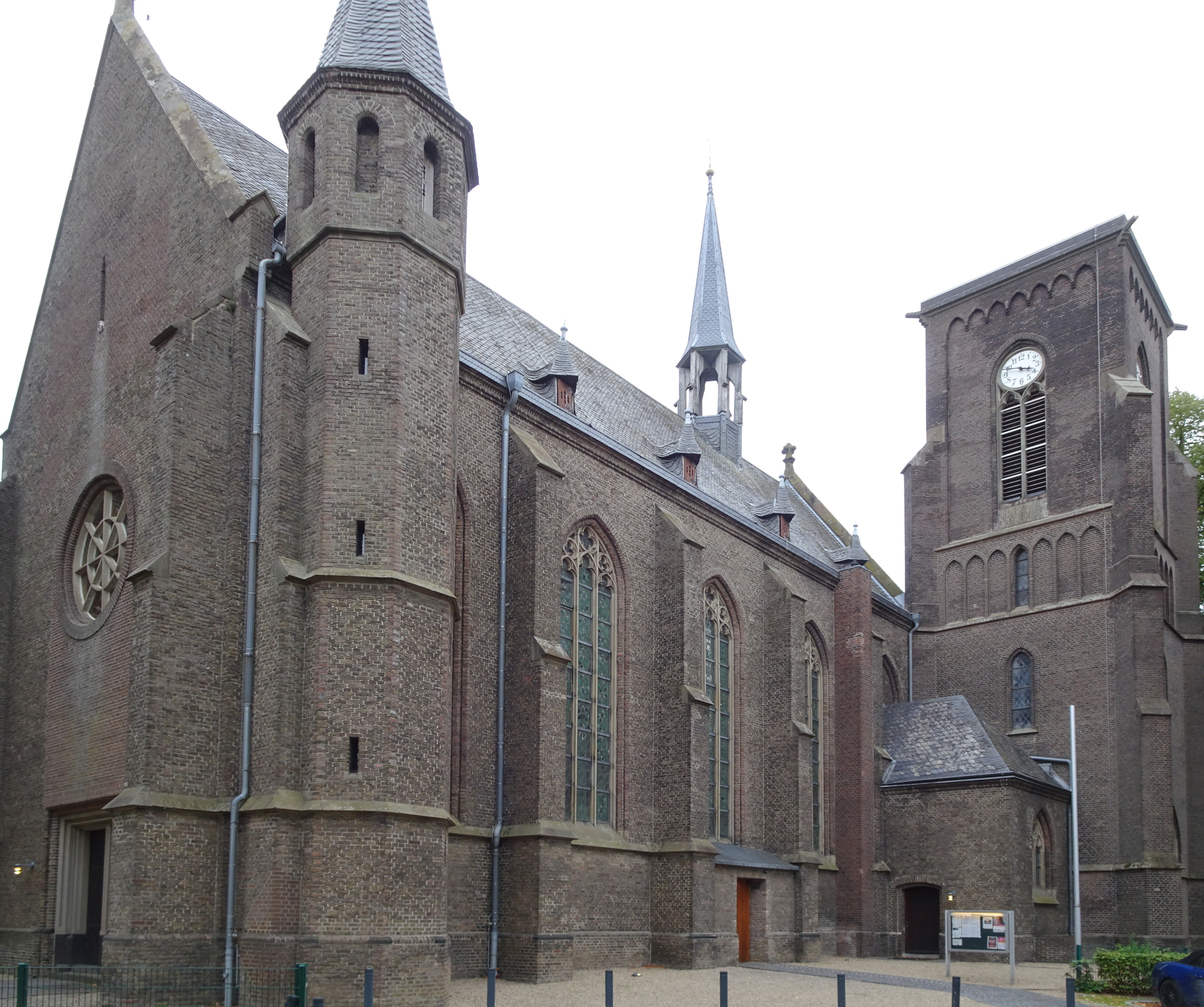
St. Annakerk

Bimmen · Brienen · Donsbrüggen · Düffelward · Griethausen · Keeken · Kellen · Kleef · Materborn · Reichswalde · Rindern · Salmorth · Schenkenschanz · Warbeyen · Wardhausen